# Benjamin Rosenkind
Benjamin A. Rosenkind (* 1978 in München) ist ein deutscher Tonmeister/Re-Recording Mixer (deutsch: Mischtonmeister) in der Postproduktion beim Film. Er ist Mitglied der Deutschen Filmakademie.

## Arbeit
Benjamin A. Rosenkind begann 1999 als Assistent von Michael Kranz. Seit Anfang 2015 ist er Mischtonmeister bei Arri Media in München. Für seine Arbeit an Wickie und die starken Männer und Der Medicus wurde er 2010 und 2014 für den Deutschen Filmpreis in der Kategorie Beste Tongestaltung nominiert.

## Filmografie
| Filmname                                                   | Jahr    | Bemerkung                                                                          |
| ---------------------------------------------------------- | ------- | ---------------------------------------------------------------------------------- |
| Duell – Enemy at the Gates                                 | 2001    | supervising recordist: mixing stage                                                |
| The Musketeer                                              | 2001    | mixing assistant                                                                   |
| Resident Evil                                              | 2002    | mixing assistant                                                                   |
| Liveschaltung                                              | 2002    | sound re-recording mixer                                                           |
| Augenlied                                                  | 2003    | sound re-recording mixer                                                           |
| C’est la vie                                               | 2003    | sound re-recording mixer                                                           |
| Tote Indianer                                              | 2004    | sound re-recording mixer                                                           |
| George und das Ei des Drachen                              | 2004    | sound re-recording mixer                                                           |
| Cleaning Up Your World                                     | 2004    | sound re-recording mixer                                                           |
| (T)Raumschiff Surprise – Periode 1                         | 2004    | assistant re-recording mixer                                                       |
| Der Untergang                                              | 2004    | assistant re-recording mixer                                                       |
| Tote Indianer                                              | 2004    | assistant re-recording mixer                                                       |
| Kammerflimmern                                             | 2004    | additional sound re-recording mixer                                                |
| Weiße Stille                                               | 2005    | sound re-recording mixer                                                           |
| Brudermord                                                 | 2005    | sound re-recording mixer                                                           |
| Die große Stille                                           | 2005    | sound re-recording mixer                                                           |
| Die wilden Hühner                                          | 2006    | sound re-recording mixer                                                           |
| Urmel aus dem Eis                                          | 2006    | additional re-recording mixer/sound engineer                                       |
| Das Parfum – Die Geschichte eines Mörders                  | 2006    | sound re-recording mixer                                                           |
| One Way                                                    | 2006/II | sound re-recording mixer                                                           |
| Fremder Bruder                                             | 2006    | sound re-recording mixer                                                           |
| Marilyn Reloaded                                           | 2007    | sound re-recording mixer                                                           |
| Das wilde Leben                                            | 2007    | sound re-recording mixer                                                           |
| Die Wilden Hühner und die Liebe                            | 2007    | sound re-recording mixer                                                           |
| Fata Morgana                                               | 2007    | sound re-recording mixer                                                           |
| Mörderischer Frieden                                       | 2007    | sound re-recording mixer                                                           |
| Lissi und der wilde Kaiser                                 | 2007    | sound re-recording mixer                                                           |
| Keinohrhasen                                               | 2007    | sound re-recording mixer                                                           |
| Der rote Baron                                             | 2008    | sound re-recording mixer                                                           |
| Urmel voll in Fahrt                                        | 2008    | sound re-recording mixer                                                           |
| Im Winter ein Jahr                                         | 2008    | sound re-recording mixer                                                           |
| Der Baader Meinhof Komplex                                 | 2008    | sound re-recording mixer                                                           |
| 1½ Ritter – Auf der Suche nach der hinreißenden Herzelinde | 2008    | sound re-recording mixer                                                           |
| Sea Wolf, aka Der Seewolf (TV Mini-Serie)                  | 2008    | sound re-recording mixer                                                           |
| Swansong: Story of Occi Byrne                              | 2009    | sound re-recording mixer                                                           |
| Wickie und die starken Männer                              | 2009    | sound re-recording mixer, 2010 Nominierung Deutscher Filmpreis/Beste Tongestaltung |
| Die Päpstin                                                | 2009    | sound re-recording mixer                                                           |
| Zweiohrküken                                               | 2009    | sound re-recording mixer                                                           |
| Zeiten ändern Dich                                         | 2010    | sound re-recording mixer                                                           |
| Hier kommt Lola                                            | 2010    | sound re-recording mixer                                                           |
| Konferenz der Tiere                                        | 2010    | sound re-recording mixer                                                           |
| Moby Dick                                                  | 2010    | sound re-recording mixer                                                           |
| Moonwatcher                                                | 2010    | assistant re-recording mixer                                                       |
| Kokowääh                                                   | 2011    | sound re-recording mixer                                                           |
| Blackout                                                   | 2011/II | sound re-recording mixer                                                           |
| Die drei Musketiere                                        | 2011    | sound re-recording mixer                                                           |
| Death of a Superhero                                       | 2011    | sound re-recording mixer                                                           |
| Hotel Lux                                                  | 2011    | sound re-recording mixer                                                           |
| Iron Sky                                                   | 2012    | sound re-recording mixer                                                           |
| Ararat                                                     | 2012    | sound re-recording mixer                                                           |
| Gefallen                                                   | 2012    | sound re-recording mixer                                                           |
| Die Schatzritter und das Geheimnis von Melusina            | 2012    | sound re-recording mixer                                                           |
| Das verlorene Labyrinth                                    | 2012    | sound re-recording mixer                                                           |
| Die Frau von früher                                        | 2012    | sound re-recording mixer                                                           |
| Binny und der Geist                                        | 2013    | assistant re-recording mixer (1 Folge)                                             |
| 3096 Tage                                                  | 2013    | sound re-recording mixer                                                           |
| Voll und ganz und mittendrin (Run & Jump)                  | 2013    | sound re-recording mixer                                                           |
| Die Frau des Polizisten                                    | 2013    | sound re-recording mixer                                                           |
| Der Medicus                                                | 2013    | sound re-recording mixer, 2014 Nominierung Deutscher Filmpreis/Beste Tongestaltung |
| Wir                                                        | 2015    | sound re-recording mixer: BG & FX mixer                                            |
| Der Nanny                                                  | 2015    | sound re-recording mixer: foley mixer                                              |
| Ein Atem                                                   | 2015    | sound re-recording mixer                                                           |
| Highway to Hellas                                          | 2016    | sound re-recording mixer                                                           |
| Unfriend                                                   | 2016    | sound re-recording mixer: BG & FX mixer                                            |
| Seitenwechsel                                              | 2016    | sound re-recording mixer                                                           |
| Osman Pazarlamal                                           | 2016    | sound re-recording mixer                                                           |
| Deutschland. Dein Selbstporträt                            | 2016    | sound re-recording mixer                                                           |
| Paradies                                                   | 2016    | sound re-recording mixer                                                           |
| Die letzte Sau                                             | 2016    | sound re-recording mixer                                                           |
| Unsere Zeit ist jetzt                                      | 2016    | sound re-recording mixer                                                           |
| Willkommen bei den Hartmanns                               | 2016    | sound re-recording mixer                                                           |
| Timm Thaler oder das verkaufte Lachen                      | 2017    | sound re-recording mixer: foley premix                                             |
| Hänsel und Gretel Don’t let fear eat you (Short)           | 2017    | sound re-recording mixer                                                           |
| Hanni und Nanni – Mehr als beste Freunde                   | 2017    | sound re-recording mixer                                                           |
| Bullyparade – Der Film                                     | 2017    | sound re-recording mixer                                                           |
| Rock My Heart – Mein wildes Herz                           | 2017    | sound re-recording mixer                                                           |
| Dark – 10 Episoden                                         | 2017    | sound re-recording mixer                                                           |
| Hot Dog                                                    | 2018    | sound re-recording mixer                                                           |
| Verpiss Dich, Schneewittchen                               | 2018    | sound re-recording mixer                                                           |
| Der Polizist und das Mädchen – TV-Movie                    | 2018    | sound re-recording mixer                                                           |
| Trautmann – Geliebter Feind                                | 2018    | sound re-recording mixer                                                           |
| Head Full of Honey                                         | 2018    | sound re-recording mixer                                                           |
| Das Boot – 8 Episoden                                      | 2018    | sound re-recording mixer                                                           |
| Traumfabrik                                                | 2019    | sound re-recording mixer                                                           |
| Nightlife                                                  | 2020    | sound re-recording mixer                                                           |
| Isi & Ossi                                                 | 2020    | sound re-recording mixer                                                           |
| Resistance – Widerstand (Resistance)                       | 2020    | sound re-recording mixer                                                           |
| Das letzte Wort                                            | 2020    | sound re-recording mixer                                                           |
| Ausgebremst                                                | 2020    | sound re-recording mixe                                                            |
| Willkommen in Siegheilkirchen                              | 2021    | sound re-recording mixer                                                           |
| Weissbier im Blut                                          | 2021    | sound re-recording mixer                                                           |
| Beckenrand Sheriff                                         | 2021    | sound re-recording mixer                                                           |
| Sex Zimmer Küche Bad                                       | 2021    | sound re-recording mixer                                                           |
| Der Irland-Krimi                                           | 2022    | sound re-recording mixer                                                           |
| Die Verteidigerin - Der Gesang des Raben                   | 2022    | sound re-recording mixer                                                           |
| Was man von hier aus sehen kann                            | 2022    | sound re-recording mixer                                                           |
| Gestern waren wir noch Kinder                              | 2022    | sound re-recording mixer                                                           |
| Caveman                                                    | 2023    | sound re-recording mixer: foley premix                                             |
| Dead Girls Dancing                                         | 2023    | sound re-recording mixer                                                           |
| Paradise                                                   | 2023    | sound re-recording mixer                                                           |
| Weißt du noch                                              | 2023    | sound re-recording mixer                                                           |
| Der Irland-Krimi                                           | 2023    | sound re-recording mixer                                                           |
| 791 km                                                     | 2023    | sound re-recording mixer                                                           |
| Herrhausen – Der Herr des Geldes (Miniserie)               | 2023    | sound re-recording mixer: dialogue & foley premix                                  |
| Die Chaosschwestern und Pinguin Paul                       | 2024    | sound re-recording mixer: foley premix                                             |

Auflistung der Tabelle aus „The International Movie Data Base“